# 山崎拓
山崎 拓（山﨑 拓、やまさき たく / ひらく、1936年〈昭和11年〉12月11日 - ）は、日本の政治家。
福岡県議会議員（1期）、衆議院議員（12期）、防衛庁長官（第47代）、建設大臣（第57代）、自民党国会対策委員長、自民党政務調査会長、近未来政治研究会（山崎派）会長、株式会社かねひで総合研究所名誉顧問を歴任した。旭日大綬章受勲。
名前の拓の読みは、本名では「ひらく」であるが、政治活動等では「たく」の読みを用いる。

## 来歴・人物

### 出生から政治家になるまで
満鉄調査部員であり後に相模女子大学学長を務め、消費者経済学を提唱した山崎進の子として、関東州大連市（現在は中華人民共和国の大連市）で生まれる。たまたま、同じ日に母方の祖父の山口慶八が、福岡県三池郡開村（現在のみやま市の一部）で炭鉱開発に成功したため、父親に生まれてきた子の名を「開」とするよう電報を打った。父親は開拓の「拓」の字を名付け、読み仮名を炭鉱開発と満州開拓を掛けて「ひらく」とした。父方の祖父の山崎和三郎は、飯塚炭鉱を経営し、玄洋社の幹部であった。
第二次世界大戦の終戦後に帰国し、福岡県福岡市で育つ。小学校3年生の時に、片目を失明し、隻眼となる。福岡教育大学附属福岡中学校、福岡県立修猷館高等学校、早稲田大学第一商学部卒業。福岡教育大学附属福岡中学校の後輩に、中選挙区時代同選挙区で「拓・誠戦争」を争った太田誠一。なお、朝日ジャーナル編集長、朝日新聞編集委員などを務めた伊藤正孝とは、中学・高校・大学での同期で親友であった。大学時代は柔道にいそしみ、片目のハンデがありながらも、猪熊功に勝利した事がある。また勉学でも成績優秀で大隈奨学金を寄与される程だった。学位は商学士（早稲田大学）。大学卒業後は、大手タイヤメーカーのブリヂストンで、5年間のサラリーマン生活を送る。退社後は帰郷し平和台球場でシュウマイ販売店を経営しながら糊口を凌いでいた。

### 政治家としての経歴

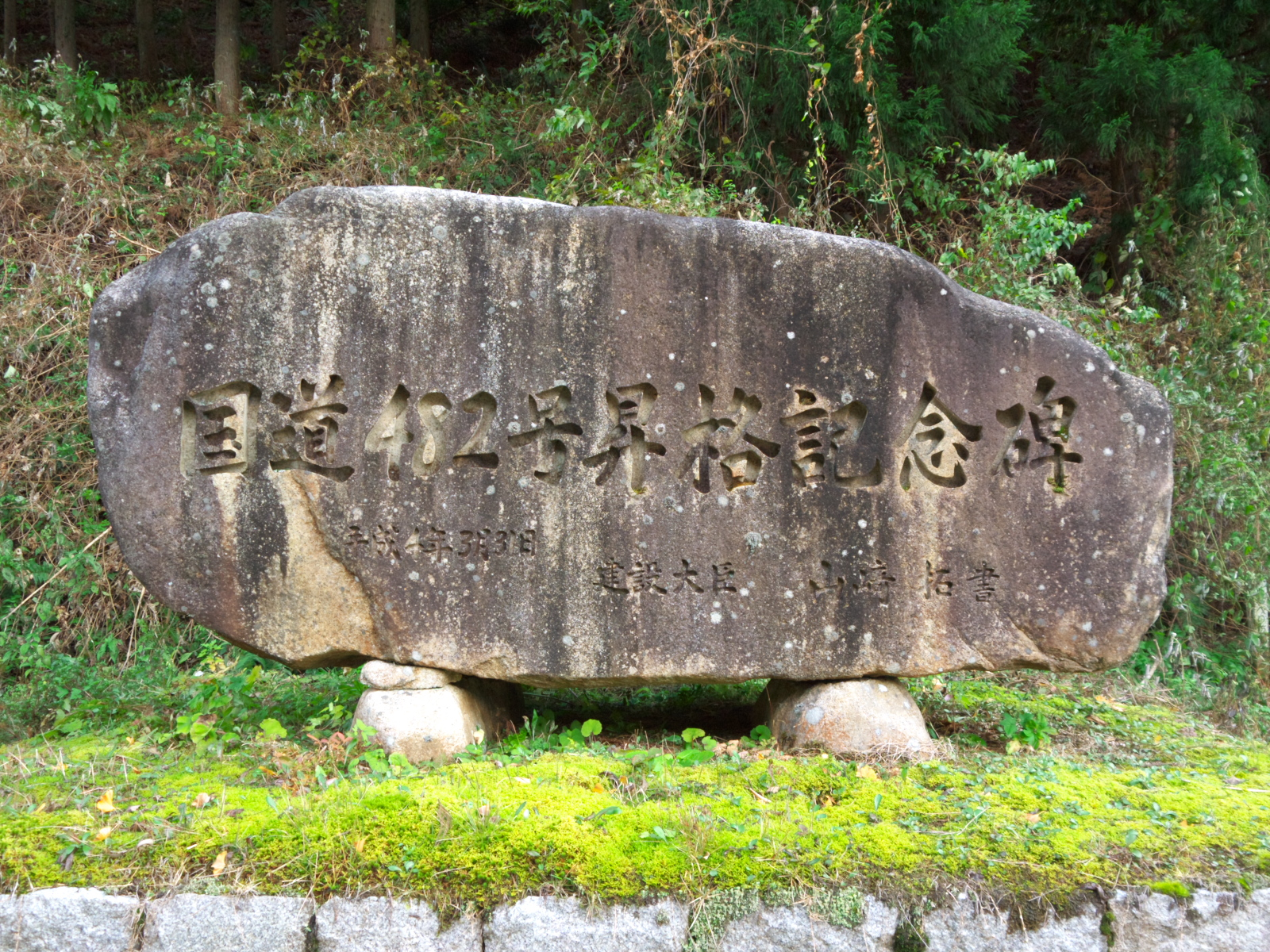
鳥取市佐治町にある国道482号昇格記念碑。刻字は1992年当時建設大臣だった山崎の書

1967年に福岡県議会議員に当選。この頃に中曽根康弘に見出され、中曽根のすすめで1969年の総選挙に保守系無所属で出馬するも落選。浪人生活を経て、1972年に衆議院に初当選（当選同期に小泉純一郎・加藤紘一・石原慎太郎・村岡兼造・保岡興治・瓦力・三塚博・越智通雄・野田毅・深谷隆司など）。同年輩の自民党議員の中では数少ない、非世襲の叩き上げで、防衛族として頭角を現していった。防衛庁長官、建設大臣を歴任する。
1985年、中曽根首相がドイツのボン・サミットに出席した際、山崎は官房副長官として同行。中曽根はレーガン米大統領・ゴルバチョフソ連書記長・サッチャー英首相・ミッテラン仏大統領・コール西独首相と個別に首脳会談を行った。この時、山崎は会談内容を全て記録した上で編集し、同行記者団に発表する重責をこなした。なお、ブリーフィングする際には、外務官僚の手を借りずに自分で行い、中曽根の意図を汲み取って国際世論をリードする内容にすることを心掛けていた。
1990年ごろから、旧経世会主導の自民党の政治運営を批判し、当選同期の小泉純一郎、加藤紘一とともに、YKKを結成して活動していた。1995年に、橋本龍太郎自民党総裁の下で自民党政調会長に就任。1998年に、旧渡辺派から独立し、近未来政治研究会（山崎派）を結成。
1999年、自民党総裁選に出馬し首相の座を狙う。総裁に選出されなかったものの小渕恵三、加藤に次ぐ51票を集め3位であった。これ以降、自民党総裁の有力候補として注目される。
2000年に森内閣の加藤の乱で倒閣に失敗し、加藤とともに政治生命の危機とも言われた。しかし、自民党主流派による山崎派への猛烈な切り崩し工作に遭ったにもかかわらず、山崎派内の議員で山崎を裏切る者は殆どいなかった。このことから、多くの脱落者を出して派閥分裂を招いた加藤と比較して、山崎の人望や求心力は党内からも高く評価され、翌年以降の復権につながっていった。
2001年、YKKの盟友である小泉内閣が成立すると、自民党幹事長に抜擢される。小泉からは貴重な理解者として厚い信頼を寄せられ、党内基盤が弱い小泉を抵抗勢力から守る役割を担い、外交経験の乏しい小泉の貴重な補佐役としても活躍した。小泉とジョージ・ブッシュ米大統領による日米首脳会談の地ならしを行い、東南アジアや中東諸国を歴訪するなどして奔走。アーミテージ米国務副長官や盧武鉉韓国大統領とも会談している。また、アメリカ同時多発テロ事件の際には、与党3党米国テロ事件緊急対策協議会の座長として自衛隊法改正について協議する等、外交・安全保障政策の分野でも活躍した。
こうした働きぶりでポスト小泉の一角として再び首相候補に目されるようになるが、同時に抵抗勢力から小泉に対して山崎の幹事長更迭を求める声も強まる。2003年9月、支持率低下を受けて行われた内閣改造で、小泉は党内の支持を得るために山崎を幹事長から副総裁に事実上昇格させる形で交代させた。しかし同年11月の第43回衆議院議員総選挙では、2002年3月から週刊誌報道され続け自身の性的嗜好を暴露された一年半に渡る愛人スキャンダル騒動で落選。31年間保持していた衆議院議員の席を失い、副総裁も辞職した。

### 落選後の活動

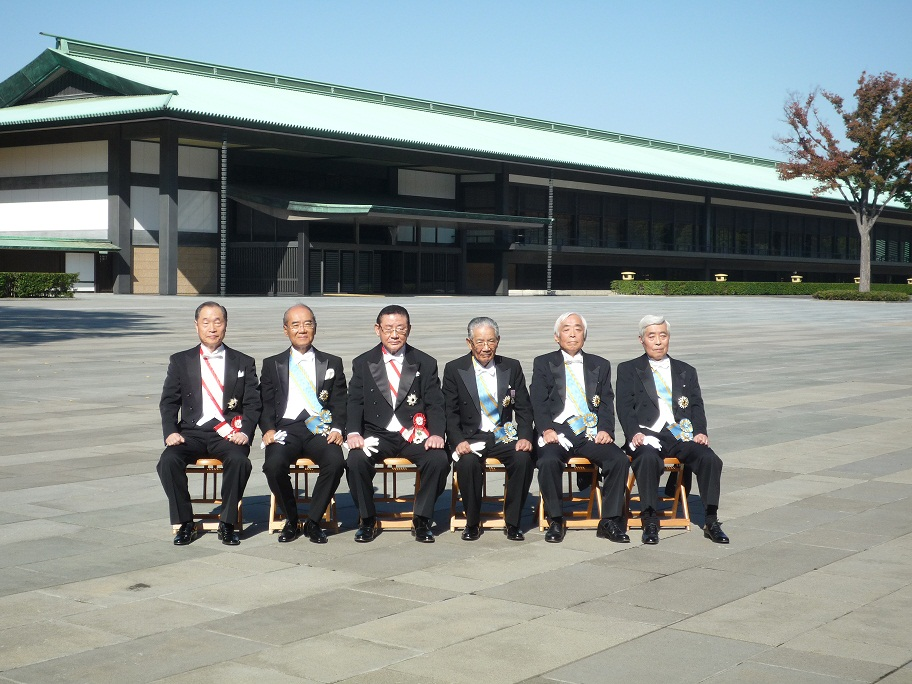
2012年11月8日、大綬章の親授式後の記念写真にて（左から3人目）

2004年、小泉の計らいで民間人の自民党憲法調査特別顧問および首相補佐官に就任。2005年の衆院補選に当選して議席を回復し、同年の郵政民営化法案を審議する特別委員会筆頭理事として小泉の郵政民営化に尽力していたが、郵政解散の頃から小泉とは距離を置くようになる。同年、自民党安全保障調査会長に就任。これ以降、中国、韓国との関係をより重視する加藤紘一や福田康夫、古賀誠と連携を密にする。2006年に政権に就いた安倍晋三とは、対北朝鮮政策を巡って度々対立。安倍の外交姿勢は圧力に傾倒しており、日本の孤立化を招き、国益を損ねると批判した。
2007年1月、北朝鮮を電撃的に訪問し、行き詰まった北朝鮮の核問題や拉致問題の状況打開を図る。平壌で北朝鮮の宋日昊・日朝国交正常化交渉担当大使と会談。北朝鮮の核放棄や拉致被害者の日本帰国を迫ったが、実現には至らなかった。
2007年、安倍改造内閣が退陣すると、ポスト安倍に福田康夫を支持した。福田康夫内閣が成立すると、自民党外交調査会長に就任、引き続き外交や安全保障政策を中心に活動を行う。次いで麻生内閣においても再任されたが、次の第45回衆議院議員総選挙を見据えて旧YKKの加藤とともに新党結成に動き、国民新党代表代行の亀井静香の仲介で民主党の小沢一郎とも会談をもった。結局、第45回衆議院議員総選挙には自民党から出馬したが自民党は大敗、山崎は再び落選した。落選後も、山崎派会長職を2012年に石原伸晃に譲るまで務めた。
2010年の第22回参議院議員通常選挙に比例区からの立候補を目指していたが、自民党の定年制度により公認されなかった。2010年3月頃、国民新党代表の亀井静香に同党入党を前提とした内閣参与入りを要請されたが、即時拒否した。2012年、次の選挙には出馬せず、引退を表明した。その後は自身が設立した近未来政治研究会の最高顧問を務めた。2015年3月11日、さとやま・草莽の会の結成に参画した。
2016年7月、YKKを振り返った回想録『YKK秘録』を出版。9月には加藤が死去し、合同葬で弔事を読んだ山崎は、その最後で「いわゆる加藤の乱についてはあれは一度も止めなかった僕が悪かった。すまんという他ありません。」と締めくくった。
2018年3月14日、衆院議員会館で行われた石破派の憲法改正に関する勉強会で講師として招かれた。
2021年の第49回衆議院議員総選挙の大阪10区において、公示後の10月27日、自民党前職の大隈和英も立候補しているにもかかわらず、立憲民主党の辻元清美の応援演説に立ち、投票を呼び掛けた（ただし、「比例区は自民党」と述べた。結果は、大隈・辻元ともに落選）。山崎が辻元の応援に来た理由は「一言でいえば友情だ。立民の応援に行ったわけではなく、辻元氏個人の応援に行った」、「野党第一党は立憲民主党ですよ、立憲の議席というのは、与野党伯仲、自公政権と対峙するのは大事だと思うから、辻元は個人として国会の中にいた方がいいから、私は来ました」としている。これを受け、同年12月13日の自民党党紀委員会にて、党の規律を乱したとして山崎の党員資格停止1年の処分が決まった。また、森山派（旧山崎派）の最高顧問としての役職についても1年間停止となった。

## 政策

### 外交

#### 対北朝鮮外交
山崎は、朝鮮半島の非核化・拉致問題解決による日朝国交正常化を、自身の最重要政治課題の一つとしている。北朝鮮に対しては圧力一辺倒の外交姿勢でなく、制裁よりも対話を重視し、北朝鮮の政府関係者とも頻繁に会談を行ってきた。
2004年4月1日、平沢勝栄と共に中国を極秘に訪れ、拉致問題について北朝鮮の高官と直接交渉を試みた。山崎らの訪中は対北朝鮮交渉を政府間ルートに一本化するとの外交方針に反する可能性があるとして問題視された。救う会は山崎らの行動を「拉致問題を政治利用している」と非難した。
2006年6月14日、自民党総裁選挙で北朝鮮制裁派の安倍晋三が最有力候補になると、その対抗馬として「『ポスト小泉』の重要課題は『日朝国交正常化だ』と福田康夫に出馬を託し、自らの出馬を見送ることを宣言したが、このときの総裁選挙に福田は立候補しなかった。11月になり、北朝鮮の核問題について麻生太郎外務大臣が「隣の国が持つとなった時に検討も駄目、話もできない、意見交換も駄目というのは一つの考え方だが、いろいろ議論しておくことは大事だ」と発言したことに対して、「北朝鮮の核開発はけしからんと言っているときに、場合によってはわが国もやるぞ、という議論は成り立たない」と非難した。
2007年9月18日の「内外情勢調査会」における講演で、北朝鮮の核実験を「核保有がはっきりしたという意味でやらせてよかった」と発言し、物議をかもした（後日、山崎は「北朝鮮の核実験を肯定するものではなく、北朝鮮が核兵器を放棄するよう全力で取り組む」と釈明している）。
2008年6月12日に山崎が会長を務める日朝国交正常化推進議員連盟が北朝鮮への制裁解除と対話路線への転換を主張していることについて、安倍晋三が「国会議員が、交渉を行っている政府よりも甘いことを言ってしまったのでは、政府の外交交渉能力を大きく損なう。百害あって一利なしだ」と批判をすると、山崎は「圧力一辺倒は幼稚な考えで、何ら前進がなかった」と反論した。
同月17日に、山崎が安倍に発言の撤回と謝罪を要求したが、同月20日に、安倍は「対話路線で拉致問題が進展しなかったことを学習してもらいたい」と発言の撤回と謝罪を拒否した。同月21日、山崎は「国民感情として“拉致問題が完全解決しないと後のことはどうでもいい”というような感覚がありすぎる」と発言し、拉致問題だけを取り上げて北朝鮮批判一色の日本国の世論に苦言を呈し、「北朝鮮の核問題で重要な展開がある。足の引っ張り合いをやっている時ではない」と主張した。さらに同年6月28日、「安倍前首相の対北朝鮮外交は犬の遠吠え。小泉元首相のように直接乗り込んで交渉しないとダメだ」とテレビ西日本の報道番組で発言し、2002年の拉致被害者の一部奪還以降は北朝鮮を訪問していない安倍を批判した。同年7月24日には、拉致問題の進展がなければ北朝鮮への経済・エネルギー支援に参加しないとの日本政府の方針に対して『中国や韓国などとの関係で日本が窮地に陥る。6カ国協議での朝鮮半島の非核化実現ほど重要なものはない』と発言した。
2009年3月18日、北朝鮮が日本に向けた核ミサイル発射実験を行うことを表明すると、麻生太郎はミサイルを迎撃することを宣言した。これに対して、山崎は「阻止するためには対話しかない。北朝鮮の金英逸首相が北京に行ったこの機会が現時点では一番いい機会だ。制裁を強化しても構わないが、今まで効果がほとんどなかった。国際社会と足並みをそろえてやっていくべきだ」と、中国と連携した対話路線を行うことを求めた。

### 安全保障政策
憲法9条改正を長年にわたり主張し続けている。自身の著書『憲法改正―道義国家をめざして』の中に記述のある通り、条件付きの陸・海・空軍の保持を唱えている。
山崎拓の主張する新憲法試案・改正条文（安全保障）：
日本国民は、正義と秩序を基調とする国際平和を誠実に希求し、自衛権を行使する場合を除き、国権の発動たる戦争と、武力による威嚇または武力の行使は、永久にこれを放棄する。日本国の主権と独立を守り、国の安全を保つとともに、国際平和の実現に協力するため、内閣総理大臣の最高指揮権の下、陸、海、空軍、その他の組織を保持する。—山崎拓、「第二部 自らの手で守る日本（五、新憲法の安全保障規定）」『憲法改正 ―道義国家をめざして』

## 逸話
- 1999年、第12回日本メガネベストドレッサー賞を受賞している（政界部門）[24]。
- 2003年4月22日、春季例大祭に合わせて靖国神社に参拝している。他の参拝者は橋本龍太郎、古賀誠、平沼赳夫、二階俊博などであった。
- 2005年5月21日に、郵政民営化をめぐって解散総選挙の可能性が浮上していた頃、自民党県連パーティーで「衆院解散・総選挙は小泉政権のブラフ（脅し）と言う人もいるが、解散になって一番困るのは先月当選したばかりの私だ」と、2005年4月に自分が補選で当選したことをあげて笑いを誘った。
- 尊敬する人物は、東京裁判においてA級戦犯として死刑になった元首相の広田弘毅。山崎の母校・修猷館高校の大先輩である[25]。
- 日中国会議員書画展へ書画を提供している[26]。
- 山崎は柔道と野球、囲碁が好きで、ソフトボールは地元事務所でチーム（拓サンデーズ）を組み定期的に試合をしている。また、日本ソフトボール協会の会長を務めている。
- 2012年、同年秋の叙勲の中では最高位の旭日大綬章を受章。皇居・宮殿「松の間」で行われた親授式で、天皇から勲章を手渡された[27]。
- 2015年12月9日には憲政記念会館において、辻元清美議員の「政治活動20年へ、感謝と飛躍の集い in 東京」という政治資金規正法に基づく資金集めのパーティに参加している[28]。2021年10月の第49回衆議院議員総選挙の直前である10月27日、大阪10区には自民党前職の大隈和英も立候補しているにもかかわらず辻元清美の応援演説を行い、「小選挙区は辻元清美、比例区は自民党」と発言した[29]。この行動が問題となり、同年12月13日の自民党党紀委員会で党の規律を乱したとして山崎の党員資格停止1年の処分が決まった[19]。山崎が辻元の応援に来た理由は「一言でいえば友情だ。立民の応援に行ったわけではなく、辻元氏個人の応援に行った」[30]、「野党第一党は立憲民主党ですよ、立憲の議席というのは、与野党伯仲、自公政権と対峙するのは大事だと思うから、辻元は個人として国会の中にいた方がいいから、私は来ました」としている[31]。
- 通称の「山拓」のほか、「拓さん」、「山タフ」などの愛称で呼ばれる[32]。

## 統一教会との関係
- 統一教会信者と不倫で国家機密漏洩のリスクありとの週刊文春の報道を皮切りに、女性スキャンダルが次々とマスコミに取り上げられ、政治評論家の三宅久之をして「山拓の変態問題は政局になり得る」と言わしめるほどになり、政界での影響力を弱めただけでなく2度に亘って落選する結果となった[32][33][34]。山崎は週刊文春2002年4月4日号での報道を巡り、文春を相手取った名誉毀損の民事訴訟を起こしたが、東京地裁は「統一教会は霊感商法で高額な商品を売りつけていると指摘されている団体で、政治家失格との意見表明に違法性はない」、「政治家としての適格性にかかわる事柄だ」などとして請求を棄却した[35]。山崎は判決を不服として東京高裁へ控訴[36]したが、2003年衆議院選挙での落選後に控訴を取り下げ、地裁判決が確定した[37][38]。

## 履歴

### 政歴
- 1967年 - 福岡県議会議員に当選。
- 1969年12月27日 - 第32回衆議院議員総選挙（旧福岡1区・無所属）落選。
- 1972年12月10日 - 第33回衆議院議員総選挙（旧福岡1区・無所属）当選。
- 1976年12月5日 - 第34回衆議院議員総選挙（旧福岡1区・自民党公認）2期目当選。
- 1978年12月7日 - 厚生政務次官就任（第1次大平内閣）。
- 1979年10月7日 - 第35回衆議院議員総選挙（旧福岡1区・自民党公認）3期目当選。
- 1980年
  - 6月22日 - 第36回衆議院議員総選挙（旧福岡1区・自民党公認）4期目当選。
  - 7月17日 - 防衛政務次官就任（鈴木善幸内閣）。
- 1983年12月18日 - 第37回衆議院議員総選挙（旧福岡1区・自民党公認）5期目当選。
- 1984年11月1日 - 内閣官房副長官就任（第2次中曽根第1次改造内閣）。
- 1986年7月6日 - 第38回衆議院議員総選挙（旧福岡1区・自民党公認）6期目当選。
- 1989年6月3日 - 防衛庁長官就任（宇野内閣）。
- 1990年2月18日 - 第39回衆議院議員総選挙（旧福岡1区・自民党公認）7期目当選。
- 1991年11月5日 - 建設大臣就任（宮澤内閣）。
- 1993年7月18日 - 第40回衆議院議員総選挙（旧福岡1区・自民党公認）8期目当選。
- 1996年10月20日 - 第41回衆議院議員総選挙（福岡2区・自民党公認）9期目当選。
- 1998年 - 旧渡辺派を離脱して山崎派（近未来政治研究会）を結成。
- 1999年9月22日 - 自由民主党総裁選挙に出馬。3位で落選。
- 2000年
  - 6月25日 - 第42回衆議院議員総選挙（福岡2区・自民党公認）10期目当選。
  - 11月20日 - 加藤紘一と共に森内閣の倒閣運動をしたため失脚する（加藤の乱）。
- 2001年4月 - 自由民主党幹事長就任。
- 2003年9月 - 自由民主党副総裁就任。
- 2003年11月9日 - 第43回衆議院議員総選挙（福岡2区・自民党公認）落選。自民党副総裁を辞職。
- 2004年9月27日 - 内閣総理大臣補佐官就任（第2次小泉改造内閣）。
- 2005年
  - 4月24日 - 衆議院議員補欠選挙（福岡2区・自民党公認）11期目当選。
  - 9月11日 - 第44回衆議院議員総選挙（福岡2区・自民党公認）12期目当選。
  - 11月9日 - 靖国神社とは別に新たな追悼施設の建設を目指す議員連盟「国立追悼施設を考える会」を発足させ、会長に就任。
- 2007年12月18日 - 自由民主党朝鮮半島問題小委員会を創設して最高顧問に就任。
- 2008年
  - 5月16日 - 公明党の東順治、民主党の川上義博らと日朝国交正常化推進議員連盟を発足させ、会長に就任。
  - 6月9日 - 加藤紘一と一緒に、森喜朗と青木幹雄のもとに出向き、加藤の乱について「迷惑をかけた」と発言した。
- 2009年8月30日 - 第45回衆議院議員総選挙にて、民主党新人の稲富修二に大差をつけられ敗北。惜敗率の差で比例復活も叶わず落選。
- 2012年12月20日 - 山崎派（近未来政治研究会）会長辞任、最高顧問就任。

### 主な役職
- 自由民主党朝鮮半島問題小委員会（最高顧問）
- 障害保健福祉推進議員連盟（会長）
- 国立追悼施設を考える会（会長）
- LPG対策議員連盟（会長）
- 国連ハビタット（国連人間居住センター）推進議員連盟（会長）
- 日本・インドネシア友好議員連盟（会長）
- 日本・ベトナム友好議員連盟（名誉会長）
- 日韓議員連盟
- 日朝国交正常化推進議員連盟（会長）
- 北京オリンピックを支援する議員の会
- 自民党九州ブロック両院議員会（会長）
- 自民党障害保健福祉推進議員連盟（会長）
- 日本置き薬議員連盟（会長）
- 有床診療所の活性化を目指す議員連盟（会長）
- 自民党全国保育関係議員連盟（顧問）
- 新憲法制定議員同盟（顧問）
- 柔道振興議員連盟（最高顧問）
- 日本ソフトボール協会（会長）
- 福岡県ボウリング連盟（会長）

## 著書
- 『転換期の光芒 : 厚生政務次官日記』りーぶる出版企画、1980年5月10日。NCID BN10504378NDLJP:12008356。
- 『転機に立つ日本の防衛』りーぶる出版企画、1982年5月10日。ISBN 4313810277。NDLJP:12016993。
- 『アジア太平洋時代と日米安保 ―寄稿・講演・対談集』サンドケー出版局、1996年9月、ISBN 4914938987
- 『2010年日本実現』ダイヤモンド社、1999年7月、ISBN 4478180245
- 『憲法改正 ―道義国家をめざして』生産性出版、2001年5月、ISBN 4820117106
- 『YKK秘録』講談社、2016年7月、ISBN 9784062202121